# Saison 2007-2008 de Manchester United
Maillots
Chronologie
Saison précédente Saison suivante
Manchester United Football Club durant la saison 2007-2008 réalise le doublé : Championnat/Ligue des Champions. Il s'agit de la 116e saison des mancuniens en 1re division anglaise, la 33e consécutive. Le meilleur buteur de la saison est Cristiano Ronaldo avec 42 buts inscrits qui est élu, grâce à ses performances, Soulier d'or et Ballon d'or pour cette saison.

## Résultats

### Pré-saison
| Date            | Adversaires              | Dom. / Ext.               | Résultat | Buteurs                                                              | Affluence |
| --------------- | ------------------------ | ------------------------- | -------- | -------------------------------------------------------------------- | --------- |
| 17 juillet 2007 | Urawa Red Diamonds       | Saitama Stadium           | 2 – 2    | Fletcher 47e, Ronaldo 52e                                            | 58 716    |
| 20 juillet 2007 | FC Séoul                 | Seoul World Cup Stadium   | 4 – 0    | Ronaldo 5e, Eagles 18e, Rooney 20e, Évra 60e                         | 64 000    |
| 23 juillet 2007 | Shenzhen FC              | Shenzhen City Stadium     | 6 – 0    | Giggs 12e, Rooney 20e, Nani 22e, O'Shea 54e, Ronaldo 56e, Eagles 63e | 15 000    |
| 27 juillet 2007 | Guangzhou Pharmaceutical | Guangdong Olympic Stadium | 3 – 0    | Rooney 12e (pen), Nani 43e, Lee R. Martin 53e                        | 50 000    |
| 1er août 2007   | Inter Milan              | Old Trafford              | 2 – 3    | Rooney 18e, Adriano 50e (csc)                                        | 73 738    |
| 3 août 2007     | Doncaster Rovers         | Keepmoat Stadium          | 2 – 0    | Gibson 70e, Evans 90e                                                | 13 080    |
| 4 août 2007     | Peterborough United      | London Road Stadium       | 3 – 1    | Adam Eckersley 23e, Ritchie Jones 72e, Dong 82e                      |           |
| 8 août 2007     | Glentoran FC             | The Oval                  | 3 – 0    | Campbell 5e, Évra 14e, Nani 37e                                      | 14 500    |
| 8 août 2007     | Dunfermline Athletic     | East End Park             | 4 – 0    | Eagles 27e, Giggs 35e, Rooney (2) 63e (p), 85e                       | 11 200    |

### Community Shield
| 5 août 2007 15:00 BST               | Chelsea           | 1 – 1                        | Manchester United | Wembley, Londres                             |                                              |
|                                     | Malouda 45e       |                              | Giggs 35e         | Spectateurs : 80 731 Arbitrage : Mark Halsey | Spectateurs : 80 731 Arbitrage : Mark Halsey |
|                                     | (Report)          |                              |                   | Spectateurs : 80 731 Arbitrage : Mark Halsey | Spectateurs : 80 731 Arbitrage : Mark Halsey |
| Pizarro · Lampard · Wright-Phillips | Tirs au but 0 – 3 | Ferdinand · Carrick · Rooney |                   | Spectateurs : 80 731 Arbitrage : Mark Halsey | Spectateurs : 80 731 Arbitrage : Mark Halsey |

| CHELSEA :     |    |                       |       |     |
|               |    |                       |       |     |
| GB            | 1  | Petr Čech             |       |     |
| DD            | 2  | Glen Johnson          |       | 78e |
| DC            | 6  | Ricardo Carvalho      | 63e   |     |
| DC            | 22 | Tal Ben Haim          | 33e   |     |
| DG            | 3  | Ashley Cole           |       | 68e |
| MD            | 5  | Michael Essien        |       |     |
| MC            | 12 | John Obi Mikel        | 90+1e |     |
| MC            | 8  | Frank Lampard (c)     |       |     |
| AD            | 24 | Shaun Wright-Phillips |       |     |
| AG            | 15 | Florent Malouda       |       | 52e |
| AT            | 10 | Joe Cole              |       | 82e |
| Remplaçants : |    |                       |       |     |
| GB            | 23 | Carlo Cudicini        |       |     |
| GB            | 40 | Hilário               |       |     |
| DF            | 39 | Harry Worley          |       |     |
| MC            | 9  | Steve Sidwell         |       | 78e |
| MC            | 19 | Lassana Diarra        |       | 68e |
| AT            | 14 | Claudio Pizarro       |       | 52e |
| AT            | 17 | Scott Sinclair        |       | 82e |
| Manager :     |    |                       |       |     |
| José Mourinho |    |                       |       |     |

| MANCHESTER UNITED : |    |                   |       |     |
|                     |    |                   |       |     |
| GB                  | 1  | Edwin van der Sar |       |     |
| DD                  | 6  | Wes Brown         |       |     |
| DC                  | 5  | Rio Ferdinand     |       |     |
| DC                  | 15 | Nemanja Vidić     |       |     |
| DG                  | 27 | Mikaël Silvestre  |       | 68e |
| MD                  | 7  | Cristiano Ronaldo |       |     |
| MC                  | 22 | John O'Shea       |       |     |
| MC                  | 16 | Michael Carrick   |       |     |
| MG                  | 3  | Patrice Évra      |       |     |
| AT                  | 11 | Ryan Giggs (c)    |       | 81e |
| AT                  | 10 | Wayne Rooney      | 45+3e |     |
| Remplaçants :       |    |                   |       |     |
| GB                  | 29 | Tomasz Kuszczak   |       |     |
| DC                  | 19 | Gerard Piqué      |       |     |
| DC                  | 26 | Phil Bardsley     |       |     |
| MC                  | 17 | Nani              |       | 68e |
| MC                  | 24 | Darren Fletcher   |       | 81e |
| MC                  | 30 | Lee Martin        |       |     |
| MC                  | 33 | Chris Eagles      |       |     |
| Manager :           |    |                   |       |     |
| Sir Alex Ferguson   |    |                   |       |     |

### Premier League
| Date          | Journée | Adversaire           | Lieu      | Score | Buteur(s) mancunien(s)                                | Affluence | Classement |
| ------------- | ------- | -------------------- | --------- | ----- | ----------------------------------------------------- | --------- | ---------- |
| 12 août       | 1re     | Reading              | Domicile  | 0 - 0 |                                                       | 75 655    | 11e        |
| 15 août       | 2e      | Portsmouth           | Extérieur | 1 - 1 | Scholes (15e)                                         | 20 510    | 13e        |
| 19 août       | 3e      | Manchester City      | Extérieur | 1 - 0 |                                                       | 44 955    | 16e        |
| 26 août       | 4e      | Tottenham            | Domicile  | 1 - 0 | Nani (68e)                                            | 75 696    | 10e        |
| 1er septembre | 5e      | Sunderland           | Domicile  | 1 - 0 | Saha (72e)                                            | 75 648    | 8e         |
| 15 septembre  | 6e      | Everton              | Extérieur | 0 - 1 | Vidic (83e)                                           | 39 364    | 4e         |
| 23 septembre  | 7e      | Chelsea              | Domicile  | 2 - 0 | Tévez (45e+3), Saha (Pen. 90e)                        | 75 633    | 2e         |
| 29 septembre  | 8e      | Birmingham           | Extérieur | 0 - 1 | C. Ronaldo (51e)                                      | 26 526    | 2e         |
| 6 octobre     | 9e      | Wigan                | Domicile  | 4 - 0 | Tévez (54e), C. Ronaldo (59e, 76e), Rooney (82e)      | 75 300    | 2e         |
| 20 octobre    | 10e     | Aston Villa          | Extérieur | 1 - 4 | Rooney (36e,44e), Gardner (45e(csc.)), Giggs (75e)    | 42 640    | 2e         |
| 27 octobre    | 11e     | Middlesbrough        | Domicile  | 4 - 1 | Nani (3e), Rooney (33e), Tévez (55e, 85e)             | 75 720    | 1er        |
| 3 novembre    | 12e     | Arsenal FC           | Extérieur | 2 - 2 | Gallas (45e (csc)), Ronaldo (81e)                     | 60 161    | 2e         |
| 11 novembre   | 13e     | Blackburn Rovers     | Domicile  | 2 - 0 | C. Ronaldo (34e, 35e)                                 | 75 710    | 1er        |
| 24 novembre   | 14e     | Bolton Wanderers     | Extérieur | 1 - 0 |                                                       | 25 028    | 2e         |
| 3 décembre    | 15e     | Fulham               | Domicile  | 2 - 0 | C. Ronaldo (10e, 53e)                                 | 75 055    | 2e         |
| 8 décembre    | 16e     | Derby County         | Domicile  | 4 - 1 | Giggs (41e), Tévez (45e, 61e), C. Ronaldo (90e)       | 75 725    | 2e         |
| 16 décembre   | 17e     | Liverpool FC         | Extérieur | 1 - 0 | Tévez (43e)                                           | 44 459    | 2e         |
| 23 décembre   | 18e     | Everton              | Domicile  | 2 - 1 | Ronaldo (22e, 88e (Pen))                              | 75 749    | 2e         |
| 26 décembre   | 19e     | Sunderland           | Extérieur | 4 - 0 | Rooney (20e), Saha (30e, 85e (Pen)), C. Ronaldo (45e) | 47 360    | 1er        |
| 29 décembre   | 20e     | West Ham United      | Extérieur | 1 - 2 | Ronaldo 14e                                           | 34 966    | 2e         |
| 1er janvier   | 21e     | Birmingham City      | Domicile  | 1 - 0 | Tévez 25e                                             | 75 459    | 2e         |
| 12 janvier    | 22e     | Newcastle United     | Domicile  | 6 - 0 | Ronaldo 49e, 70e, 88e, Tévez 55e, 90e, Ferdinand 85e  | 75 695    | 1er        |
| 19 janvier    | 23e     | Reading FC           | Extérieur | 2 - 0 | Rooney 77e, Ronaldo 90e                               | 24 135    | 1er        |
| 30 janvier    | 24e     | Portsmouth           | Domicile  | 2 - 0 | Ronaldo 10e, 12e                                      | 75 415    | 1er        |
| 2 février     | 25e     | Tottenham Hotspur FC | Extérieur | 1 - 1 | Tévez 90e                                             | 36 075    | 2e         |
| 10 février    | 26e     | Manchester City      | Domicile  | 1 - 2 | Carrick 90e                                           | 75 970    | 2e         |
| 23 février    | 27e     | Newcastle United     | Extérieur | 5 - 1 | Rooney 25e, 80e, Ronaldo 45e, 56e, Saha 90e           | 52 291    | 2e         |
| 1er mars      | 28e     | Fulham               | Extérieur | 3 - 0 | Hargreaves 14e, Park 45e, Davies (csc) 72e            | 25 314    | 2e         |
| 15 mars       | 29e     | Derby County         | Extérieur | 1 - 0 | Ronaldo 76e                                           | 33 072    | 1er        |
| 19 mars       | 30e     | Bolton Wanderers     | Domicile  | 2 - 0 | Ronaldo 9e, 20e                                       | 75 476    | 1er        |
| 23 mars       | 31e     | Liverpool FC         | Domicile  | 3 - 0 | Brown 34e, Ronaldo 79e, Nani 81e                      | 76 000    | 1er        |
| 29 mars       | 32e     | Aston Villa          | Domicile  | 4 - 0 | Ronaldo 16e, Tévez 33e, Rooney 53e, 70e               | 75 932    | 1er        |
| 6 avril       | 33e     | Middlesbrough        | Extérieur | 2 - 2 | Ronaldo 10e, Rooney 74e                               | 33 952    | 1er        |
| 13 avril      | 34e     | Arsenal FC           | Domicile  | 2 - 1 | Ronaldo (Pen) 53e, Hargreaves 72e                     | 75 985    | 1er        |
| 19 avril      | 35e     | Blackburn Rovers     | Extérieur | 1 - 1 | Tévez 88e                                             | 30 316    | 1er        |
| 26 avril      | 36e     | Chelsea              | Extérieur | 1 - 2 | Rooney 57e                                            | 41 828    | 1er        |
| 3 mai         | 37e     | West Ham United      | Domicile  | 4 - 1 | Ronaldo 3e, 24e, Tévez 26e, Carrick 59e               | 76 013    | 1er        |
| 11 mai        | 38e     | Wigan Athletic       | Extérieur | 0 - 2 | Ronaldo 32e (sp), Giggs 80e                           | 25 133    | 1er        |

J = Matchs joués; G = Matchs gagnés; N = Matchs nuls; D = Matchs perdus; + = Buts mis; - = Buts encaissés; Diff = différence de buts; Pts = Points

### Ligue des champions
Manchester United gagna sa 3e Ligue des champions cette saison. Cristiano Ronaldo y finit quant à lui meilleur buteur et fut élu meilleur joueur de la saison en Ligue des champions.
| Date              | Adversaires | Ext. / Dom. | Résultat | Buteurs                                               | Affluence | Position |
| ----------------- | ----------- | ----------- | -------- | ----------------------------------------------------- | --------- | -------- |
| 19 septembre 2007 | Sporting    | Ext.        | 1 – 0    | Ronaldo 62e                                           | 39 514    | 2e       |
| 2 octobre 2007    | AS Rome     | Dom.        | 1 – 0    | Rooney 70e                                            | 73 652    | 1re      |
| 23 octobre 2007   | Dynamo Kiev | Ext.        | 4 – 2    | Ferdinand 10e, Rooney 18e, Ronaldo (2) 41e, 68e (pen) | 43 000    | 1re      |
| 7 novembre 2007   | Dynamo Kiev | Dom.        | 4 – 0    | Piqué 31e, Tévez 37e, Rooney 76e, Ronaldo 88e         | 75 017    | 1re      |
| 27 novembre 2007  | Sporting    | Dom.        | 2 – 1    | Tévez 61e, Ronaldo 90e                                | 75 162    | 1re      |
| 12 décembre 2007  | AS Roma     | Ext.        | 1 – 1    | Piqué 34e                                             | 29 490    | 1re      |

- Classement groupe

| Équipe            | J | G | N | P | +  | -  | Diff | Pts | Qualifié en                   |
| ----------------- | - | - | - | - | -- | -- | ---- | --- | ----------------------------- |
| Manchester United | 6 | 5 | 1 | 0 | 13 | 4  | +9   | 16  | 8e de finale                  |
| AS Roma           | 6 | 3 | 2 | 1 | 11 | 6  | +5   | 11  | 8e de finale                  |
| Sporting          | 6 | 2 | 1 | 3 | 9  | 8  | +1   | 7   | 16ede finale de la coupe UEFA |
| Dynamo Kiev       | 6 | 0 | 0 | 6 | 4  | 19 | −15  | 0   |                               |

| 20 février 2008 8e de finale aller | Olympique lyonnais                                          | 1–1 | Manchester United          | Stade de Gerland, Lyon                                 |                                                        |
|                                    | Réveillère 34e · Källström 36e · Boumsong 39e · Benzema 54e |     | Hargreaves 39e · Tévez 87e | Spectateurs : 39 217 Arbitrage : Luis Cantalejo Medina | Spectateurs : 39 217 Arbitrage : Luis Cantalejo Medina |
|                                    | Rapport                                                     |     |                            | Spectateurs : 39 217 Arbitrage : Luis Cantalejo Medina | Spectateurs : 39 217 Arbitrage : Luis Cantalejo Medina |

| 4 mars 2008 8e de finale retour | Manchester United                                  | 1–0 | Olympique lyonnais         | Old Trafford, Manchester                         |                                                  |
|                                 | Évra 4e · C. Ronaldo 41e · Nani 43e · Fletcher 72e |     | Grosso 23e · Squillaci 55e | Spectateurs : 75 521 Arbitrage : Roberto Rosetti | Spectateurs : 75 521 Arbitrage : Roberto Rosetti |
|                                 | Rapport                                            |     |                            | Spectateurs : 75 521 Arbitrage : Roberto Rosetti | Spectateurs : 75 521 Arbitrage : Roberto Rosetti |

| 1er avril 2008 Quart de finale aller | AS Roma | 0-2 | Manchester United        | Stadio Olimpico, Rome                               |                                                     |
|                                      |         |     | Ronaldo 39e · Rooney 66e | Spectateurs : 80 023 Arbitrage : Frank De Bleeckere | Spectateurs : 80 023 Arbitrage : Frank De Bleeckere |

| 9 avril 2008 Quart de finale retour | Manchester United | 1-0 | AS Roma | Old Trafford, Manchester                            |                                                     |
|                                     | Tévez 70e         |     |         | Spectateurs : 74 423 Arbitrage : Tom Henning Øvrebø | Spectateurs : 74 423 Arbitrage : Tom Henning Øvrebø |

| 23 avril 2008 Demi-finale aller | FC Barcelone | 0-0 | Manchester United | Camp Nou, Barcelone                              |
|                                 |              |     |                   | Spectateurs : 98 000 Arbitrage : Massimo Busacca |

| 29 avril 2008 Demi-finale retour | Manchester United | 1-0 | FC Barcelone | Old Trafford, Manchester                        |                                                 |
|                                  | Scholes 14e       |     |              | Spectateurs : 77 369 Arbitrage : Herbert Fandel | Spectateurs : 77 369 Arbitrage : Herbert Fandel |

| Finale                   | Manchester United                                                | 1 - 1           | Chelsea                                                         | Stade Loujniki, Moscou                        |                                               |
| 21 mai 2008 20h45 (CEST) | Cristiano Ronaldo 26e                                            | (1 - 1)         | Frank Lampard 45e                                               | Spectateurs : 67 310 Arbitrage : Ľuboš Micheľ | Spectateurs : 67 310 Arbitrage : Ľuboš Micheľ |
| 21 mai 2008 20h45 (CEST) | Rapport                                                          |                 |                                                                 | Spectateurs : 67 310 Arbitrage : Ľuboš Micheľ | Spectateurs : 67 310 Arbitrage : Ľuboš Micheľ |
| 21 mai 2008 20h45 (CEST) | Tévez · Carrick · Ronaldo · Hargreaves · Nani · Anderson · Giggs | Tirs au but 6-5 | Ballack · Belletti · Lampard · A. Cole · Terry · Kalou · Anelka | Spectateurs : 67 310 Arbitrage : Ľuboš Micheľ | Spectateurs : 67 310 Arbitrage : Ľuboš Micheľ |

| Man. United | Chelsea |

| MAN. UNITED :     |    |                   |      |        |
|                   |    |                   |      |        |
| G                 | 1  | Edwin van der Sar |      |        |
| D                 | 6  | Wes Brown         |      | 120+5e |
| D                 | 5  | Rio Ferdinand (c) | 43e  |        |
| D                 | 15 | Nemanja Vidić     | 111e |        |
| D                 | 3  | Patrice Évra      |      |        |
| M                 | 4  | Owen Hargreaves   |      |        |
| M                 | 18 | Paul Scholes      | 21e  | 87e    |
| M                 | 16 | Michael Carrick   |      |        |
| M                 | 7  | Cristiano Ronaldo |      |        |
| A                 | 10 | Wayne Rooney      |      | 101e   |
| A                 | 32 | Carlos Tévez      | 116e |        |
|                   |    |                   |      |        |
| Remplaçants :     |    |                   |      |        |
| G                 | 29 | Tomasz Kuszczak0  |      |        |
| D                 | 22 | John O'Shea       |      |        |
| D                 | 27 | Mikaël Silvestre  |      |        |
| M                 | 8  | Anderson          |      | 120+5e |
| M                 | 11 | Ryan Giggs        |      | 87e    |
| M                 | 17 | Nani              |      | 101e   |
| M                 | 24 | Darren Fletcher   |      |        |
|                   |    |                   |      |        |
| Entraîneur :      |    |                   |      |        |
| Sir Alex Ferguson |    |                   |      |        |

| CHELSEA :     |    |                     |       |        |
|               |    |                     |       |        |
| G             | 1  | Petr Čech           |       |        |
| D             | 5  | Michael Essien      | 118e  |        |
| D             | 6  | Ricardo Carvalho    | 45+2e |        |
| D             | 26 | John Terry (c)      |       |        |
| D             | 3  | Ashley Cole         |       |        |
| M             | 4  | Claude Makelele     | 21e   | 120+4e |
| M             | 13 | Michael Ballack     | 116e  |        |
| M             | 8  | Frank Lampard       |       |        |
| M             | 10 | Joe Cole            |       | 99e    |
| M             | 15 | Florent Malouda     |       | 92e    |
| A             | 11 | Didier Drogba       | 116e  |        |
|               |    |                     |       |        |
| Remplaçants : |    |                     |       |        |
| G             | 23 | Carlo Cudicini      |       |        |
| D             | 33 | Alex                |       |        |
| D             | 35 | Juliano Belletti    |       | 120+4e |
| M             | 12 | John Obi Mikel      |       |        |
| A             | 7  | Andriy Chevtchenko0 |       |        |
| A             | 21 | Salomon Kalou       |       | 92e    |
| A             | 39 | Nicolas Anelka      |       | 99e    |
|               |    |                     |       |        |
| Entraîneur :  |    |                     |       |        |
| Avram Grant   |    |                     |       |        |

### Carling Cup
Manchester United ne disputa qu'un seul match de la carling Cup se faisant rapidement éliminer par Coventry City Football Club, club de D2 anglaise.
| Date              | Tour    | Adversaires   | Ext / Dom | Résultat | Buteurs | Atffluence |
| ----------------- | ------- | ------------- | --------- | -------- | ------- | ---------- |
| 26 September 2007 | 3e tour | Coventry City | Dom.      | 0 – 2    |         | 74,055     |

### FA Cup
| Date            | Tour    | Adversaires       | Dom. / Ext. | Résultat | Buteurs                                     | Affluence |
| --------------- | ------- | ----------------- | ----------- | -------- | ------------------------------------------- | --------- |
| 5 janvier 2008  | 3e tour | Aston Villa       | Ext.        | 2 – 0    | Ronaldo 81e, Rooney 89e                     | 33 630    |
| 27 janvier 2008 | 4e tour | Tottenham Hotspur | Dom.        | 3 – 1    | Tévez 38e, Ronaldo (2) 69e (p), 88e         | 75 369    |
| 16 février 2008 | 5e tour | Arsenal           | Dom.        | 4 – 0    | Rooney 16e, Fletcher (2) 20e, 74e, Nani 38e | 75 550    |
| 8 mars 2008     | 6e tour | Portsmouth        | Dom.        | 0 – 1    |                                             | 75 463    |

## Équipe

### Statistiques
| N° | Poste       | Nom (c)= Capitaine (vc)= Vice-Capitaine | PremierLeague | PremierLeague | FA Cup | FA Cup | Carling Cup | Carling Cup | Europe | Europe | Autre match | Autre match | Total  | Total | Cartons | Cartons |
|    | GB /MF / AT |                                         | Matchs        | Buts          | Matchs | Buts   | Matchs      | Buts        | Matchs | Buts   | Matchs      | Buts        | Matchs | Buts  | Jaune   | Rouge   |
| -- | ----------- | --------------------------------------- | ------------- | ------------- | ------ | ------ | ----------- | ----------- | ------ | ------ | ----------- | ----------- | ------ | ----- | ------- | ------- |
| 1  | GB          | Edwin van der Sar                       | 29            | 0             | 4      | 0      | 0           | 0           | 10     | 0      | 1           | 0           | 44     | 0     | 3       | 0       |
| 2  | DF          | Gary Neville (c)                        | 0             | 0             | 0      | 0      | 0           | 0           | 1      | 0      | 0           | 0           | 1      | 0     | 0       | 0       |
| 3  | DF          | Patrice Évra                            | 33            | 0             | 4      | 0      | 0           | 0           | 10     | 0      | 1           | 0           | 48     | 0     | 6       | 0       |
| 4  | MT          | Owen Hargreaves                         | 23            | 2             | 3      | 0      | 0           | 0           | 8      | 0      | 0           | 0           | 34     | 2     | 3       | 0       |
| 5  | DF          | Rio Ferdinand                           | 35            | 2             | 4      | 0      | 0           | 0           | 11     | 1      | 1           | 0           | 51     | 3     | 5       | 0       |
| 6  | DF          | Wes Brown                               | 36            | 1             | 4      | 0      | 1           | 0           | 10     | 0      | 1           | 0           | 52     | 1     | 8       | 0       |
| 7  | AT          | Cristiano Ronaldo                       | 34            | 31            | 3      | 3      | 0           | 0           | 11     | 8      | 1           | 0           | 48     | 42    | 7       | 1       |
| 8  | MT          | Anderson                                | 24            | 0             | 4      | 0      | 1           | 0           | 9      | 0      | 0           | 0           | 38     | 0     | 3       | 0       |
| 9  | AT          | Louis Saha                              | 17            | 5             | 2      | 0      | 0           | 0           | 5      | 0      | 0           | 0           | 24     | 5     | 0       | 0       |
| 10 | AT          | Wayne Rooney                            | 27            | 12            | 4      | 2      | 0           | 0           | 11     | 4      | 1           | 0           | 43     | 18    | 12      | 0       |
| 11 | MT          | Ryan Giggs (vc)                         | 31            | 3             | 2      | 0      | 0           | 0           | 9      | 0      | 1           | 1           | 43     | 4     | 1       | 0       |
| 12 | GB          | Ben Foster                              | 1             | 0             | 0      | 0      | 0           | 0           | 0      | 0      | 0           | 0           | 1      | 0     | 0       | 0       |
| 13 | MT          | Park Ji-Sung                            | 12            | 1             | 2      | 0      | 0           | 0           | 4      | 0      | 0           | 0           | 18     | 1     | 0       | 0       |
| 14 | DF          | Gabriel Heinze                          | 0             | 0             | 0      | 0      | 0           | 0           | 0      | 0      | 0           | 0           | 0      | 0     | 0       | 0       |
| 15 | DF          | Nemanja Vidić                           | 32            | 0             | 3      | 0      | 0           | 0           | 9      | 0      | 1           | 0           | 45     | 1     | 6       | 0       |
| 16 | MT          | Michael Carrick                         | 31            | 2             | 4      | 0      | 1           | 0           | 12     | 0      | 1           | 0           | 49     | 2     | 3       | 0       |
| 17 | MT          | Nani                                    | 26            | 3             | 2      | 1      | 1           | 0           | 11     | 0      | 1           | 0           | 41     | 4     | 4       | 1       |
| 18 | MT          | Paul Scholes                            | 25            | 1             | 3      | 0      | 0           | 0           | 7      | 1      | 0           | 0           | 35     | 2     | 4       | 0       |
| 19 | DF          | Gerard Piqué                            | 9             | 0             | 0      | 0      | 1           | 0           | 3      | 2      | 0           | 0           | 13     | 2     | 1       | 0       |
| 20 | AT          | Ole Gunnar Solskjær                     | 0             | 0             | 0      | 0      | 0           | 0           | 0      | 0      | 0           | 0           | 0      | 0     | 0       | 0       |
| 21 | AT          | Dong Fangzhuo                           | 0             | 0             | 0      | 0      | 1           | 0           | 1      | 0      | 0           | 0           | 2      | 0     | 0       | 0       |
| 22 | DF          | John O'Shea                             | 28            | 0             | 2      | 0      | 1           | 0           | 6      | 0      | 1           | 0           | 37     | 0     | 1       | 0       |
| 23 | DF          | Jonny Evans                             | 0             | 0             | 0      | 0      | 1           | 0           | 2      | 0      | 0           | 0           | 3      | 0     | 0       | 0       |
| 24 | MT          | Darren Fletcher                         | 16            | 0             | 1      | 2      | 0           | 0           | 6      | 0      | 1           | 0           | 24     | 2     | 3       | 0       |
| 25 | DF          | Danny Simpson                           | 3             | 0             | 1      | 0      | 1           | 0           | 3      | 0      | 0           | 0           | 8      | 0     | 0       | 0       |
| 26 | DF          | Phil Bardsley                           | 0             | 0             | 0      | 0      | 1           | 0           | 0      | 0      | 0           | 0           | 1      | 0     | 0       | 0       |
| 27 | DF          | Mikaël Silvestre                        | 3             | 0             | 0      | 0      | 0           | 0           | 2      | 0      | 1           | 0           | 6      | 0     | 0       | 0       |
| 28 | MT          | Darron Gibson                           | 0             | 0             | 0      | 0      | 0           | 0           | 0      | 0      | 0           | 0           | 0      | 0     | 0       | 0       |
| 29 | GB          | Tomasz Kuszczak                         | 9             | 0             | 1      | 0      | 1           | 0           | 4      | 0      | 0           | 0           | 14     | 0     | 0       | 1       |
| 30 | MT          | Lee Martin                              | 0             | 0             | 0      | 0      | 1           | 0           | 0      | 0      | 0           | 0           | 1      | 0     | 0       | 0       |
| 32 | AT          | Carlos Tévez                            | 33            | 14            | 2      | 1      | 0           | 0           | 12     | 4      | 0           | 0           | 47     | 19    | 2       | 0       |
| 33 | MT          | Chris Eagles                            | 4             | 0             | 0      | 0      | 1           | 0           | 1      | 0      | 0           | 0           | 6      | 0     | 0       | 0       |
| 38 | GB          | Tom Heaton                              | 0             | 0             | 0      | 0      | 0           | 0           | 0      | 0      | 0           | 0           | 0      | 0     | 0       | 0       |
| 39 | AT          | Fraizer Campbell                        | 1             | 0             | 0      | 0      | 1           | 0           | 0      | 0      | 0           | 0           | 2      | 0     | 0       | 0       |
| 40 | DF          | Adam Eckersley                          | 0             | 0             | 0      | 0      | 0           | 0           | 0      | 0      | 0           | 0           | 0      | 0     | 0       | 0       |
| 43 | MT          | Sam Hewson                              | 0             | 0             | 0      | 0      | 0           | 0           | 0      | 0      | 0           | 0           | 0      | 0     | 0       | 0       |
| 45 | AT          | Febian Brandy                           | 0             | 0             | 0      | 0      | 0           | 0           | 0      | 0      | 0           | 0           | 0      | 0     | 0       | 0       |
| 46 | DF          | Richard Eckersley                       | 0             | 0             | 0      | 0      | 0           | 0           | 0      | 0      | 0           | 0           | 0      | 0     | 0       | 0       |
| 47 | AT          | Danny Welbeck                           | 0             | 0             | 0      | 0      | 0           | 0           | 0      | 0      | 0           | 0           | 0      | 0     | 0       | 0       |

### Sir Matt Busby: joueur de l'année
Le Portugais Cristiano Ronaldo remporte la récompense. Il est le seul à l'avoir gagnée trois fois.

### Transferts
- Arrivées

| Date             | Pos.              | Nom              | Depuis               | Prix        |
| ---------------- | ----------------- | ---------------- | -------------------- | ----------- |
| 1er juillet 2007 | Milieu de terrain | Owen Hargreaves  | Bayern Munich        | Non dévoilé |
| 2 juillet 2007   | Milieu de terrain | Anderson         | FC Porto             | 30 m €      |
| 2 juillet 2007   | Milieu de terrain | Nani             | Sporting             | 30 m €      |
| 2 juillet 2007   | GB                | Tomasz Kuszczak  | West Bromwich Albion | Non dévoilé |
| 1er janvier 2008 | Attaquant         | Manucho          | Petro Atlético       | Non dévoilé |
| 30 janvier 2008  | Milieu de terrain | Rodrigo Possebon | Internacional        | Non dévoilé |
| 13 juin 2008     | Attaquant         | Davide Petrucci  | AS Roma              | 200 000 €   |

- Départs

| Date             | Pos.              | Nom                 | Vers             | Prix         |
| ---------------- | ----------------- | ------------------- | ---------------- | ------------ |
| 16 juillet 2007  | Milieu de terrain | Kieran Richardson   | Sunderland       | Non dévoilé  |
| 31 juillet 2007  | Attaquant         | Giuseppe Rossi      | Villarreal       | Non dévoilé  |
| 3 août 2007      | Attaquant         | Alan Smith          | Newcastle United | 6 m €        |
| 23 août 2007     | Défenseur         | Gabriel Heinze      | Real Madrid      | Non dévoilé  |
| 28 août 2007     | Attaquant         | Ole Gunnar Solskjær | /                | Retraite     |
| 1er janvier 2008 | Défenseur         | Adam Eckersley      | Port Vale        | Libre        |
| 17 janvier 2008  | défenseur         | Ryan Shawcross      | Stoke City       | 1 m€         |
| 22 janvier 2008  | défenseur         | Phil Bardsley       | Sunderland       | 2 m €/       |
| 21 mai 2008      | Défenseur         | Kieran Lee          | Oldham Athletic  | Sans contrat |
| 27 mai 2008      | Défenseur         | Gerard Piqué        | FC Barcelone     | Non dévoilé  |

- Prêts

| Date         | Pos.      | Nom          | Depuis   | Durée |
| ------------ | --------- | ------------ | -------- | ----- |
| 10 août 2007 | Attaquant | Carlos Tévez | West Ham | 2 ans |

## Sources
« Manchester United, le calendrier particulier », sur lequipe.fr (consulté le 7 décembre 2007)
1. ↑  (en) « Hargreaves arrive à Man. Utd », BBC Sport, 1er juillet 2007 (consulté le 17 janvier 2009)
2. ↑  (en) « Arrivé d'un duo de milieu », BBC Sport, 2 juillet 2007 (consulté le 17 janvier 2009)
3. ↑  (en) « Man Utd signe Manucho », BBC Sport, 21 décembre 2007 (consulté le 17 janvier 2009)
4. ↑  (en) Steve Bartram, « Possebon signe », ManUtd.com, Manchester United, 6 février 2008 (consulté le 17 janvier 2009)
5. ↑  (en) Malcolm Moore, « Manchester United signe Petrucci », Telegraph.co.uk, Telegraph Media Group, 13 juin 2008 (consulté le 17 janvier 2009)
6. ↑  (en) « Richardson s'en va », BBC Sport, 16 juillet 2007 (consulté le 19 janvier 2009)
7. ↑  (en) « Man Utd vend Rossi à Villareal », BBC Sport, 31 juillet 2007 (consulté le 17 janvier 2009)
8. ↑  (en) « Newcastle 6m € pour Smith », BBC Sport, 3 août 2007 (consulté le 17 janvier 2009)
9. ↑  (en) « Heinze & Robben attrapé par le Real Madrid », BBC Sport, 23 août 2007 (consulté le 17 janvier 2009)
10. ↑  (en) « Le buteur de Man Utd prend sa retraite », BBC Sport, 28 août 2007 (consulté le 17 janvier 2009)
11. ↑  (en) « Port Vale réussi à prendre Eckersley », BBC Sport, 1er janvier 2008 (consulté le 17 janvier 2009)
12. ↑  (en) « 1 m€ pour Shawcross », BBC Sport, 18 janvier 2008 (consulté le 19 janvier 2008)
13. ↑  (en) « Bardsley va à Sunderland », BBC Sport, 22 janvier 2008 (consulté le 17 janvier 2009)
14. ↑  (en) « Oldham prend Lee », BBC Sport, 22 mai 2008 (consulté le 17 janvier 2009)
15. ↑  (en) « Barcelona réussit à faire signer Piqué », BBC Sport, 27 mai 2008 (consulté le 17 janvier 2009)
16. ↑  (en) « Tevez en prêt à Man.Utd », BBC Sport, 10 août 2007 (consulté le 17 janvier 2009)